# John Howard Northrop

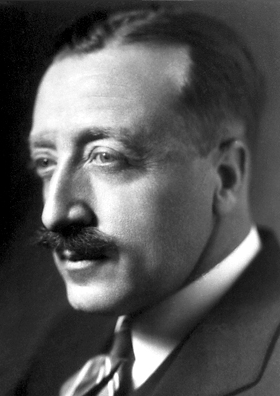
John Howard Northrop 1946

John Howard Northrop (* 5. Juli 1891 in Yonkers, New York; † 27. Mai 1987 in Wickenburg, Arizona) war ein US-amerikanischer Biochemiker und Nobelpreisträger.
Northrop wurde als Sohn von John I. geboren, welcher Zoologe und Lehrer an der Columbia University war. Seine Mutter Alice R. Northrop war Lehrerin der Botanik am Hunter College. John I. starb zwei Wochen vor der Geburt seines Sohnes an einer Explosion im Labor.
John Howard studierte an der Columbia University, wo er 1915 in Chemie promoviert wurde. Während des Zweiten Weltkrieges forschte er für die U.S. Army Chemical Warfare Service an der Erzeugung von Aceton und Ethanol durch Fermentation.
In 1929 isolierte Northrop Pepsin. und ordnete es den Proteinen zu. Im Jahr 1938 isolierte und charakterisierte er als Erster Bakteriophagen und bestimmte sie als Nukleoproteine. Weiterhin isolierte und kristallisierte Northrop das Pepsinogen (das Proenzym des Pepsins), das Trypsin, das Chymotrypsin und die Carboxypeptidase. Im Jahr 1932 wurde er zum Mitglied der Leopoldina gewählt.
Für sein Buch von 1939 Crystalline Enzymes: The Chemistry of Pepsin, Trypsin, and Bacteriophage erhielt Northrop die Daniel Giraud Elliot Medal der National Academy of Sciences, deren Mitglied er seit 1934 war. Seit 1938 war er gewähltes Mitglied der American Philosophical Society. 1949 wurde er in die American Academy of Arts and Sciences aufgenommen.
Northrop war von 1916 bis 1961 am Rockefeller Institute for Medical Research in New York beschäftigt. Im Jahr 1949 wurde er Professor für Bakteriologie an der University of California, Berkeley und später Professor für Biophysik.
Northrop erhielt 1946 zusammen mit Wendell Meredith Stanley die Hälfte des Nobelpreises für Chemie „für ihre Darstellung von Enzymen und Virus-Proteinen in reiner Form“. Die zweite Hälfte des Preises ging an James Batcheller Sumner.
Im Jahr 1917 heiratete Northrop Louise Walker, mit der er zwei Kinder hatte. Der Sohn John wurde Ozeanograph, während die Tochter Alice den Nobelpreisträger Frederick C. Robbins heiratete. Northrop starb 1987 in Wickenberg, Arizona durch Suizid.